# The Casualties
The Casualties és un grup estatunidenc de punk hardcore de la ciutat de Nova York fundat l'any 1990. El juliol de 2017, va anunciar a la seva pàgina de Facebook que el líder original, Jorge Herrera, es retirava oficialment del grup.

## Trajectòria
El 1996, The Casualties es va convertir en la primera banda estatunidenca en actuar al festival Holidays in the Sun de Londres. L'any 1997 es va publicar l'àlbum debut de la banda For the Punx, amb Tribal War Records, i es va embarcar en la seva primera gira amb The Varukers. El 1999, es va publicar àlbum recopilatori Early Years 1990–1995, que inclou temes apareguts en EP anteriors, així com quatre cançons inèdites.
El 22 de gener de 2016, la banda va publicar el seu desè àlbum d'estudi titulat Chaos Sound. L'àlbum es va gravar a Orange County al Buzzbomb Studio, va ser produït per Paul Miner i publicat per Season of Mist. És l'últim treball discogràfic que compta amb el vocalista original Jorge Herrera.
The Casualties ha girat gires amb bandes com The Exploited, GBH, Cockney Rejects, Slaughter & the Dogs, English Dogs, Hatebreed i Lion's Law.

## Discografia

### Àlbums d'estudi
- 1997: For the Punx
- 1998: Underground Army
- 2000: Stay Out of Order
- 2001: Die Hards
- 2004: On the Front Line
- 2005: En la Línea del Frente
- 2006: Under Attack
- 2009: We Are All We Have
- 2012: Resistance
- 2016: Chaos Sound
- 2018: Written in Blood

### Àlbums recopilatoris
- 2001: The Early Years: 1990–1995
- 2010: For the Casualties Army

### Àlbums en directe
- 1999: Live at the Fireside Bowl
- 2003: More at the Fireside Bowl
- 2007: Made in NYC

### EP
- 1992: 40 Oz. Casualty
- 1995: A Fuckin' Way of Life
- 2000: Who's in Control?